# 고선명 텔레비전

고선명 텔레비전(HDTV, high-definition television)은 과거의 아날로그 전송 방식(NTSC, PAL, SÉCAM)보다 월등히 향상된 화질로 방송을 시청할 수 있는 텔레비전 방송과 수신기이다.
대부분의 HDTV는 그 송수신이 과거의 방송과 달리 디지털 신호를 통해 이뤄지고 있으며, 수직 해상도는 기존 방식의 480, 525 비월주사방식(인터레이스 스캔) 보다 월등히 향상된 720 순차주사방식(프로그레시브 스캔) (720p), 혹은 1080 비월주사방식 (1080i) 등의 해상도를 구현할 수 있다. 또한 화면의 가로세로비도 4:3이 아닌 16:9의 비율을 갖고 있다.

## 표기방식
HDTV를 말할 때에 방송신호의 형식은 다음과 같은 항목을 이용해 표기한다.
- 화면 영역의 라인(scan line)수
- 순차 주사 방식(p) 혹은 비월 주사 방식(i)
- 초당 프레임 혹은 필드의 수 (프레임률)

예를 들어, 720p60이라는 형식은 1280x720 픽셀이 순차 주사 방식으로 초당 60 프레임(60 Hz)이 전송되는 신호를 말한다. 1080i50이라는 형식은 1920x1080 픽셀이 비월 주사 방식으로 초당 50 필드(25 프레임)가 전송되는 신호를 말한다. 종종 맨뒤의 프레임 혹은 필드의 수는 생략되기도 한다. 그럴 경우에는 일반적으로 해당 TV 시스템에 따라 50 혹은 60 이라고 가정된다. 1080p의 경우에는 아직까지는 일반 HDTV에서 1080p24, 1080p25, 1080p30 정도만을 지원한다.
초당 프레임 혹은 필드의 수(프레임률)도 해상도와 독립적으로 사용될 수 있다. 예를 들어 24p는 초당 순차 주사 방식의 24 프레임을 의미하고 50i는 초당 비월 주사 방식의 25 프레임을 의미한다.
대부분의 HDTV 시스템은 몇가지 표준 해상도와 프레임률을 지원한다. 가장 일반적인 것들은 다음과 같다.

### 표준 해상도
| 지원하는 비디오 포맷 | 네이티브 해상도 (가로×세로) | 화소 (광고 상의 100만화소) | 가로세로비 (가로:세로) | 가로세로비 (가로:세로) |
| 지원하는 비디오 포맷 | 네이티브 해상도 (가로×세로) | 화소 (광고 상의 100만화소) | 영상                   | 화소                   |
| -------------------- | --------------------------- | -------------------------- | ---------------------- | ---------------------- |
| 720p 1280×720        | 1024×768 XGA                | 786,432 (0.8)              | 4:3                    | 4:3                    |
| 720p 1280×720        | 1280×720                    | 921,600 (0.9)              | 16:9                   | 1:1                    |
| 720p 1280×720        | 1366×768 WXGA               | 1,049,088 (1.0)            | 683:384 (거의 16:9)    | 거의 1:1               |
| 1080i 1920×1080      | 1280×1080                   | 1,382,400 (1.4)            | 32:27 (거의 16:9)      | 3:2                    |
| 1080p 1920×1080      | 1920×1080                   | 2,073,600 (2.1)            | 16:9                   | 1:1                    |
| 2160p 3840×2160      | 3840×2160                   | 8,294,400 (8.3)            | 16:9                   | 1:1                    |
| 720p 1280×720        | 1248×702 깨끗한 구경        | 876,096 (0.9)              | 16:9                   | 1:1                    |
| 1080p 1920×1080      | 1888×1062 깨끗한 구경       | 2,001,280 (2.0)            | 16:9                   | 1:1                    |
| 1080i 1920×1080      | 1440×1080 HDCAM/HDV         | 1,555,200 (1.6)            | 4:3                    | 4:3:1                  |

### 표준 프레임률
- 24p (영화필름)
- 25p
- 30p
- 50p
- 60p
- 50i (PAL)
- 60i (NTSC)

## SDTV와의 비교
HDTV는 SDTV보다 최소 2배 이상의 해상도를 가지므로 아날로그 텔레비전이나 일반 DVD보다 더 세밀한 묘사가 가능하다. 게다가 HDTV 방송의 기술 표준에서는 레터박스 없이 가로세로비가 16:9인 영상을 처리할 수 있으므로, 이러한 (영화와 같은) 영상물을 시청하는 경우에는 해상도를 더 효율적으로 조정할 수 있다.

### 자세히 보기

SDTV보다 4배 높은 HDTV의 해상도.
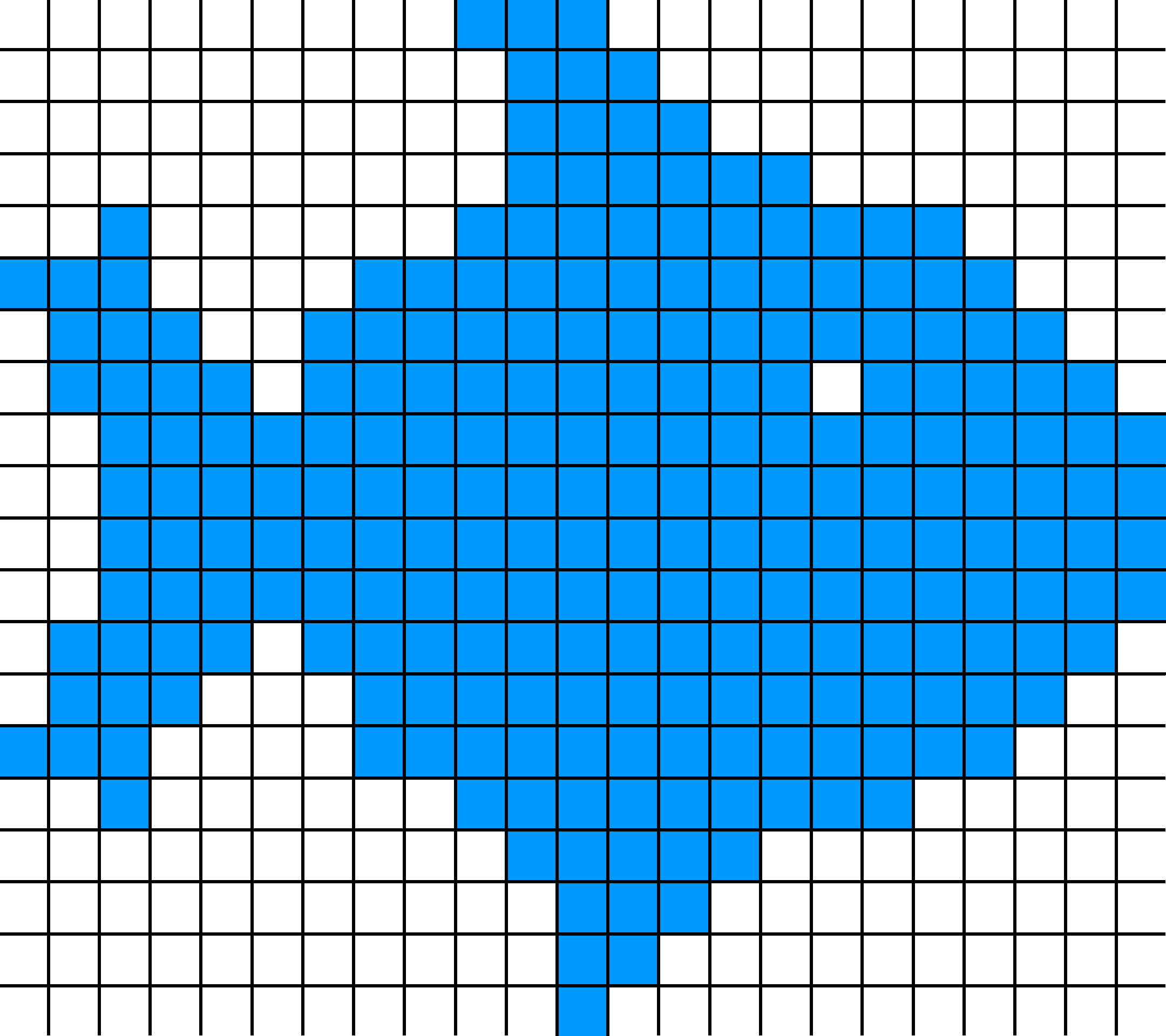
SDTV의 해상도.

## 방송 형식
방송을 위한 최적의 형식은 영상물을 기록해 둔 저장매체와 해당 영상물의 특성에 따라 달라진다. 해상도와 프레임률은 영상물 자체의 형식과 동일해야 한다. 달리 말하면, 매우 높은 해상도의 영상물을 손실 없이 전송하기 위해서는 더 높은 대역폭이 필요하게 된다. 모든 디지털 HDTV 방송/저장 시스템에서는 손실 압축 방식이 사용되므로 원본 영상에 비해서 약간 왜곡 현상이 일어나게 된다.
극장용 필름은 일반적으로 높은 해상도를 가지고 초당 24 프레임을 기록한다. 가용 대역폭이나 영상의 세밀함, 운동량에 따라 영상 전송을 위한 최적의 형식은 720p24나 1080p24가 된다. 이 영상물을 PAL 방식의 텔레비전으로 시청하기 위해서는 초당 25 프레임으로 변환되어야 한다. (속도 4% 향상) NTSC 방식의 경우에는 3:2 pulldown 이라고 하는 기술이 사용되는데 하나의 필름 프레임은 3 개의 비디오 필드에 실리고 (1/20 초) 그 다음 프레임은 2 개의 비디오 필드에 실리는 (1/30 초) 형식으로 이를 반복하면 2 프레임이 1/12 초 동안 전송되게 된다.
HDTV가 나오기 이전에 베타캠 SP와 같은 매체에 기록된 영상의 경우에는 480i60이나 576i50의 형식으로 되어 있다. 이들은 보다 높은 해상도인 720i로 변환될 수 있지만, 비월 주사된 영상을 일반적인 형식인 720p로 변환하는 과정에서는 영상의 왜곡이 일어날 수 있으며 최종 출력 형식을 감소시키는 필터링이 필요하게 된다. (디인터레이싱)
영화가 아닌 HDTV 영상물은 720p나 1080i 형식으로 기록된다. 방송 형식은 텔레비전 방송사에서 결정하지만 형식을 결정하는 데에는 많은 요소들이 영향주게 된다. 일반적으로 720p는 순차 주사 방식이기 때문에 빠른 움직임이 많은 영상에 알맞으며, 1080i는 비월 주사 방식이기 때문에 빠른 움직임을 표현할 때 화질이 떨어질 수 있다. 게다가 720p는 HD 영상을 인터넷을 통해 배포할 때 많이 사용되는데, 모든 컴퓨터 모니터는 순차 주사 방식을 사용하며 UVD나 PureVideo가 적용되기 이전의 그래픽 카드는 비월 주사 방식의 영상을 실시간으로 변환하는 데에 그리 뛰어난 성능을 보여주지 않았다. 720p 영상은 1080p 영상에 비해 적은 용량과 디코딩 연산을 필요로 하며, 1080i는 디인터레이싱이라는 절차를 거쳐야 하므로 1080p보다도 더 많은 디코딩 연산이 필요하다. 그러나 1080i는 비월 주사 방식이라는 특성 때문에 전송해야 할 데이터 양이 720p에 비해 차이가 거의 나지 않으면서 해상도는 두 배 높다는 점 때문에 HDTV에 720p가 적당하냐, 1080i가 적당하냐는 논란은 계속되고 있다.

## 기술적인 세부사항
디지털 HDTV 방송에서는 일반적으로 MPEG-2 압축코덱을 사용한다. 비록 MPEG-2에서는 최대 4:2:2 YUV 샘플링(chroma subsampling )과 10 비트 양자화를 지원하지만, 일반적으로 HDTV 방송에서는 대역폭을 줄이기 위해 4:2:0 방식과 8 비트 양자화를 사용한다. 대한민국의 DMB, 위성방송이나 독일의 방송사에서는 MPEG-4를 사용하기도 한다. 앞으로 모든 유럽의 HDTV 방송에서도 MPEG-4를 사용할 예정이며 아일랜드와 같이 아직 디지털 방송이 시작되지 않은 곳에서는 HDTV 방송은 물론 SDTV 디지털 방송에서도 MPEG-4가 고려되고 있다. 최근에는 대역폭의 제한안에서 보다 많은 양의 데이터를 송신하기 위해 MPEG-4와 DVB-S2 기술이 사용되는 추세이다.
HDTV는 5.1 서라운드 사운드를 지원하는 MPEG2 오디오(DVB), 돌비 디지털(AC-3)(ATSC), 고급 오디오 부호화(AAC)(ISDB) 형식의 사운드를 사용하므로 극장 수준의 오디오를 감상할 수 있다.
순수 HD 신호의 픽셀 가로세로비(aspect ratio)는 1.0이다. (픽셀 가로 크기 = 세로 크기) 새로운 HD 압축/녹화 방식에서는 더 효율적인 압축을 위해 직사각형의 픽셀을 사용한다.
TV 방송사나 지역내의 분배를 맡고 있는 업체 혹은 프로덕션 업체에서는 압축되지 않은 HDTV 신호를 전송하기 위해 SMPTE 292M 전송 표준 (보통 1.5 Gb/s, 75 옴의 시리얼 디지털 인터페이스)을 사용한다. 압축되지 않은 HDTV 신호는 공중파나 케이블로 전송하기에는 너무도 많은 대역폭을 차지하므로 압축된 신호를 전송하고 TV 수신기에서 이를 다시 원래 신호로 복원한다. 일반적인 TV 수신기에서는 가격 문제나 영상의 저작권 문제 등으로 인해 압축되지 않은 SMPTE 292M 신호를 직접 수신할 수 없도록 하고 있다.

## 나라별 HD 방송

### 대한민국
2000년 8월 31일 SBS, 2000년 9월 3일 KBS와 MBC가 시험방송을 시작하여 그 후 점차 확대되었으며 2002년 FIFA 월드컵에서 64경기 중 43경기가 HD로 실황 중계되었다.
그 후 KBS 뉴스 9이 2007년 7월 1일부터 지상파의 모든 방송사 중에서 최초로 HD 방송을 시작하였으며 2012년 12월 31일 지상파에 한해 아날로그 방송이 종료되고 2013년 1월 1일부터 HD 방송으로 완전 전환되었다.
케이블 TV의 경우 2006년부터 HD 방송 서비스를 하는 채널들이 생기기 시작하였으며 참고로 대표적인 케이블 TV 채널인 MBC 드라마넷과 MBC ESPN (현 MBC 스포츠플러스)은 2007년 1월 15일부터 일부 프로그램에 한해 HD 방송을 시작하여 그 후 모든 프로그램으로 확대되었다. 교통방송 TBS 같은 경우 2014년 12월 HD 방송을 시작했으며 2021년 케이블 TV의 아날로그 방송이 종료되었다.
2000년대 초반의 HD 방송은 시험 방송 성격이 강했다. 2000~2003년까지의 HD 방송은 단편 드라마나 일부 예능 프로그램, 음악 방송에서만 적용되었다. 2002년 월드컵 때 HD 방송이 중계에 사용된 이후 시상식 등지에서도 HD를 쓰는 경우가 있었지만, 그건 2002년 한 해뿐이었고 2003년에는 다시 SD로 나왔다. HD 카메라 자체가 워낙 수가 한정적이고 가격도 있는데다, 버라이어티나 예능처럼 여러 촬영장소를 옮겨다니는데 사용하기는 어려웠다. HDTV 보급율 역시 2002년 기준 2%라는 극도로 저조한 수치를 면치 못했는데, HDTV 가격이 워낙 비싼데다가 흑백-컬러 같은 전환도 아닌 단순히 화질이 좋아지는 것에 불과해 시청자들로 하여금 HDTV를 구입할 필요성을 주지 못했기 때문이다. 당장 이 때만 해도 브라운관 뚱뚱한 CRT가 여전히 잘 팔리고 있었고, LCD가 막 시장에 나오기 시작할 때이니 높은 보급율을 처음부터 기대하긴 어려웠을 것이다.
또한 이 시기 HD 방송은 단순히 화질만 좋아진 것에 불과해서, 기존 방송 효과나 자막, 그래픽 등은 SD로 제작하던 90년대와 변함 없이 유지되었다. 2002년 당시 HD로 전환된 도전 1000곡이나 KBS의 행복채널 등을 봐도 SD 시절과 자막 등 그래픽이 동일한 것을 확인할 수 있으며, 2002년 한정으로 HD로 시험 방송된 연말 시상식 일부도 SD일 때와 자막이나 그래픽, 로고가 똑같다. 따라서 HD 방송임에도 심히 촌스러운 느낌을 지울 수 없는 이유이기도 하다. 음악방송의 경우 SBS 인기가요의 경우 자막체도 음악캠프와 쓰는 것과 동일한 체로 바꾸는 등 변화가 있었지만, 그것 외에는 VJ가 노래 소개를 하고 이전과 동일한 90년대식 순위제를 그대로 유지해서 크게 달라진 것은 없었다.
2000~2003년의 HD 방송은 시험 방송 차원에서 송출된 것으로, 접근성도 상당히 한정되었으며 90년대식 연출에서 화질만 좋아진 것에 불과했다. 물론 시험방송이었기 때문에 화질 하나만큼은 상당히 우수했고, 현재의 HD 방송 화질보다도 화소가 높았다. 2000년대 중반 이후부터 HD 방송이 조금씩 대중화되며 방송국들이 HD 방송의 화질을 시험 방송 시절보다 낮춘 것이 원인이다.
이 시기에는 HD 방송이 거의 보급되지 않았기 때문에, HD 방송이 녹화된 방송분들도 대부분 대중들은 비디오테이프에 녹화된 아날로그 화질로 소장하고 있는 경우가 많다. 2019년부터 방송국에서 초창기 HD 자료를 많이 제공해서, 시험방송 시절 HD 자료들이 꽤 많이 접근성 좋게 열려있다.
2003년 9월 24시간 HD 위성방송이 개설된 것을 시점으로, 2004년부터 몇 년간의 시험방송기를 끝내고 HD도 조금씩 대중화의 단계로 접어드는 듯 했다. 이 시기에 디지털 방송은 기존 SD/아날로그 방송과의 공존기를 겪으며, 조금씩 방송가에서 점유율을 잡아가고 있던 시기였다. 물론 HDTV의 보급율은 여전히 10% 미만대로 저조해서 완벽하게 대중화되지는 못했고, 예능이나 뉴스 프로그램들은 여전히 아날로그를 벗어나지 못하는 등 한계도 분명히 존재했다. 따라서 2000년대 후반까지는 아날로그와 디지털 방송이 비등비등한 점유율을 보이던 시기였다. HD 방송이 전국 방송된 건 2006년이다.
무엇보다 이 시기에 도드라진 건 바로 그래픽과 방송 연출의 발전이었다. 2000년대 초반에 그저 90년대식 연출에서 화질만 좋게 한 것과 달리, 이 시기부터는 디지털 방송의 화질에 맞춰 그래픽과 방송 연출에서도 세련함을 강조하기 위해 노력하였으며 그 결과 2000년대 중반부터는 90년대식 프로그램 진행이나 자막, 연출 등이 사라지고 어느 정도 트랜드를 갖추게 되었다. 물론 2010년대에 비하면 여전히 촌스러운 느낌을 지울 수 없지만, 최소한 90년대나 2000년대 초반보다는 많이 세련함을 갖춘 듯 했다.
방송사에서도 디지털 방송 대중화에 맞춰 여러 외/내적 변화를 도모하기 시작했다. KBS 2TV가 2003년 하반기부터 도입한 K2는 디지털 방송에 맞는 마스코트로 도입한 것이며, 방송사의 로고송 역시 인기가수 박진영에게 직접 작곡을 부탁해 대중가수들을 시키는 등 변화를 꾀했다. MBC는 2005년 1월 아예 새로운 CI를 도입했고, SBS는 2004년 3월 목동으로 사옥을 옮기고 시설 전체를 디지털 방송 전용으로 제작했다. 방송에서 쓰이는 로고송, NEXT, ID 등도 디지털 방송 시대에 맞게 여러 그래픽을 추가하였으며 특히 로고송의 경우 KBS를 시작으로 대중 가수들이 맡게 되는 경우가 많아졌다. KBS는 비, 장나라가 맡았고 SBS는 보아가 맡았다. 그러나 2000년대 후반까지도 HD 방송은 여전히 14%의 시청률을 기록하며 부진을 면치 못했으며 여전히 SD/아날로그를 완전 점유하기에는 한 없이 부족했다. 방송 프로그램들 대부분이 여전히 4:3 SD로 제작되었기 때문이다.
2010년대가 접어들며 정부는 아날로그/SD 방송을 완전 종료하려는 계획을 확정하고 본격적으로 대대적인 홍보에 들어간다. 이 시기 대대적인 홍보가 이루어진 덕분에 HDTV의 보급율이 순식간에 급증하였으며 이로 인해 2000년대 후반까지 건재하던 아날로그 방송은 이 시기부터 조금씩 쇠퇴기에 들어간다. 지상파 방송에서는 2010년 이후로는 남아있던 예능 프로그램들까지 전부 HD로 전환시켰고 2011년~2012년에는 일부 시사 프로그램을 제외한 거의 모든 프로그램이 HD 방송을 시행했다. 즉 이 시기 아날로그 방송은 마지막까지 아날로그 TV를 보던 소수의 시청자들만 시청하였다.
2012년 12월 31일, 수도권에서 아날로그 방송이 종료되며 완전한 디지털 TV의 시대가 열리게 된다. 이로 인해 2013년부터는 모든 지상파 프로그램이 디지털 방송으로 제작되며, 따라서 아날로그 방송 시절의 감성이나 구 시대의 그래픽, 연출은 전부 사장되게 되었다. 케이블 아날로그 방송의 경우 2021년까지는 제공했으나 2022년부터는 이마저도 완전히 종료되어 현재 대한민국에서 아날로그 방송은 지상파, 케이블 어디에서도 서비스되지 않는다.

## 같이 보기
- 저화질 텔레비전
- 선명 텔레비전
- 디지털 표준 텔레비전
- 초고선명 텔레비전
- 디지털 텔레비전
- 아날로그 텔레비전
- MPEG
- ATSC, DVB, ISDB
- HDTV 입력 신호와 색공간 - (YPbPr/YCbCr)